# 35 км (зупинний пункт, Донецька залізниця, Ясинуватський район)
35 км — пасажирська зупинна залізничний зупинний пункт Лиманської дирекції Донецької залізниці на лінії Ясинувата — Костянтинівка між станціями Скотувата (2 км) та Петруньки (5 км). Розташований на північній околиці смт Верхньоторецьке Покровського району Донецької області.
На зупинному пункті зупиняються лише приміські поїзди.